# Josef Chariš
Josef Chariš (hebrejsky: יוסף חריש, narozen 1923 – 6. listopadu 2013) byl izraelský soudce, který v letech 1986 až 1993 zastával funkci izraelského generálního prokurátora.

## Biografie
Narodil se v Jeruzalémě ještě za dob britské mandátní Palestiny a studoval v ješivě. Vstoupil do Hagany a během druhé světové války dobrovolně narukoval do Britské armády. Během izraelské války za nezávislost sloužil jako důstojník izraelské armády.
Vystudoval bakalářský a magisterský obor práva na Hebrejské univerzitě v Jeruzalémě a poté pracoval jako smírčí soudce. Následně od roku 1969 jako soudce u Telavivského distriktního soudu a později jako jeho místopředseda. V roce 1986 se stal generálním prokurátorem poté, co byl jeho předchůdce Jicchak Zamir odvolán (spekulovalo se, že v důsledku jím požadovaném vyšetřování ředitele Šin Bet v důsledku aféry autobusu číslo 300). O rok později ustavil Chariš tzv. Landauovu komisi, jejímž cílem bylo prošetřit metody používané Šin Bet.
Post generálního prokurátora opustil k 1. listopadu 1993, kdy jej nahradil Michael Ben Ja'ir. Ke konci života žil v telavivské čtvrti Ramat Aviv.